# テーブルトークRPG冬の時代
テーブルトークRPG冬の時代（テーブルトークアールピージーふゆのじだい）とは、日本のテーブルトークRPG（TRPG)の市場が急激に衰退したと言われている1990年代後半の数年間（1996年前後）のことである。

## 市場衰退の実態として挙がるもの

### メディア露出の減少
1980年代の後半から1990年代の前半、テーブルトークRPGリプレイを小説化したロードス島戦記のヒットを皮切りに、角川グループのメディアミックス商法にテーブルトークRPGが組み込まれた。ドラゴンマガジンではソード・ワールドRPGのリプレイが連載され、マル勝ファミコン誌にはダブルムーン伝説の連載が始まり、テーブルトークRPG外の様々なジャンルのユーザーをテーブルトークRPGに取り込む戦略が図られた。コンプティーク誌で連載されたリプレイ「漂流伝説クリスタニア」は小説化の後に角川映画として劇場用アニメになり、そのオープニングではテーブルトークRPGのプレイの様子が上映されている。このときの数年間でテーブルトークRPGの認知度が「ゲーム世代」の若者に大きく広がった。日本のテーブルトークRPGのメディア露出的な最盛期である。
だが、1995年あたりを境にテーブルトークRPGのメディア露出は極端に減少する。角川書店やメディアワークス、アスキー（現エンターブレイン）などの大手出版社のテーブルトークRPG専門誌は休刊が続き、他ジャンルの雑誌でのテーブルトークRPG記事も皆無となった。
RPGブーム黎明期からの老舗であったホビージャパン社の「RPGマガジン」も1995年以降はマジック:ザ・ギャザリングの記事がメインとなり実質的にはRPG雑誌ではなくなっていた。1999年には「ゲームぎゃざ」にリニューアルし、完全にテーブルトークRPG雑誌としての役目を終えた（ただし2003年からはダンジョンズ・アンド・ドラゴンズの翻訳をきっかけに再びテーブルトークRPGの記事が扱われるようになる）。
リプレイ人気のムーブメントの中核であったドラゴンマガジンのソード・ワールドリプレイ連載も1997年には姿を消した。

### 出版点数の減少
1990年代後半の数年間はテーブルトークRPGの関連製品がほとんど出ていなかったともされるが、実際には出版点数自体はそれなりに出ている。
1990年代後半から、安価な「文庫」の形態で販売されるゲームのあり方が大きく変わっている。1990年代後期に文庫展開されたゲームの代表はマギウスシリーズである。これは富士見ドラゴンブックで展開されたシリーズで、アニメやライトノベルのタイアップで作られた原作もののシリーズなのだが、短期間にかなりの量を発売している。そのためゲームの出版点数としてはこの時期はブーム以上に数は稼いでいるともいえる。また、マギウスに限らずこの時期は大手出版社によって書店販売されたテーブルトークRPGは原作ものが多かった。（CLAMP学園TRPG、新世紀エヴァンゲリオンRPG NERV白書、VS騎士ラムネ&40炎RPGなど）
原作ものではないオリジナルのテーブルトークRPGのほとんどは文庫では発売されなくなった。多くは一般書店に大量流通されるような形でなく、1990年代前半のブーム以前のボックスゲーム主体の時代から続いている「ゲームショップや専門書店での販売」という形でユーザーに提供された。

## 市場衰退の原因として挙がるもの
「市場衰退の原因」としてよく語られる理由を取り上げる。

### 「テーブルトークRPG的な娯楽」の多様化
MMORPGをはじめとするコンピュータゲームの進化や、トレーディングカードゲームの登場など、広義の「ロールプレイングゲーム」の雰囲気を継承するさまざまな娯楽が増えたことで、今までのテーブルトークRPGのユーザーの需要が他ジャンルに分散してしまった。出版側もその需要に応えてテーブルトークRPGに割いていたリソースを他のRPG的娯楽に移行させたことで、結果的に市場が衰退したという考え方である。

### テーブルトークRPGバブルの反動
1990年代前半のテーブルトークRPGブーム自体が実態以上の盛り上がりだったという説。もともとユーザー数がそこまでいないのに過剰供給がなされていたため、その反動で1990年代後半の全国的な出版不況でテーブルトークRPG関連製品の雑誌の休刊や出版点数が抑えられたという考え方である。

### テーブルトークRPGの低質化
発売されるテーブルトークRPGが低質なものが粗製濫造されるようになり、ユーザーが飽きて離れていったという考え方である。

## その後の復調
2000年代に入ると国内テーブルトークRPGシーンが再び活性化してきたという認識がファンと作り手側の双方に持たれるようになり、この時点で冬の時代から抜け出したと言われることが多い。
2003年3月22日に開催されたJGC-WEST 03では、グループSNEの代表である安田均が開会式で『RPG復活宣言』を述べている。

### 出版点数の増加
2000年代に入ってからはテーブルトークRPG関連製品の出版点数は回復し、2006年にはテーブルトークRPG関連製品の出版点数はテーブルトークRPGブーム最盛期といわれる1990年代前半を越えた。
多くのメーカーが冬の時代を経てテーブルトークRPGの出版の形態を過去のやり方から変えている。文庫形式による安価な製品の大量出版というブーム時の方法でもなく、かといってボックス形態のゲームを「玩具」として玩具店やゲームショップに流通させる黎明期の方法でもなく、「ボックス形態のゲームに近い（ややそれよりも安い）価格帯（3000円〜5000円）の書籍による製品」を出版し、ゲームショップや玩具店だけでなく書店でも流通できるようにしている。
1990年代のテーブルトークRPGではライトユーザーを主要な顧客層とした商品展開がされていたのが多かったのに対し、2000年代以降のテーブルトークRPGはある程度のヘビーユーザー（マニア層）を意識した商品展開がされているものが多い。

### 流通の変化
テーブルトークRPGが高額書籍として書店に流通されることになった2000年代頃から「全国の少し大きめの書店なら、新作は少数ずつ入荷する」という状況になっている。
これは出版側の認識が「少ない需要の製品であることを自覚したうえで、欲しいと思った人が大きな苦労をせずとも手に入りやすいような環境を作る」という方向に変化したことも意味している。
また、インターネットでの通信販売の発展により、一般の店には置きにくいような商品でも販売がしやすい時代になってきている。テーブルトークRPGもこの恩恵を多大に受けているジャンルであり、冬の時代よりも商品を販売しやすい状況になっている。